# مايك بشام
مايك بشام (بالإنجليزية: Mike Basham)‏ هو لاعب كرة قدم بريطاني في مركز الدفاع، ولد في 27 سبتمبر 1973 في Barking, London ‏ في المملكة المتحدة. لعب مع سوانزي سيتي وكولتشستر يونايتد ونادي بارنت ونادي بيتربورو يونايتد ونادي تشيلمسفورد ونادي يورك سيتي ووست هام يونايتد.

## وصلات خارجية
- مايك بشام على موقع قاعدة بيانات كرة القدم.إي يو (الإنجليزية)
- مايك بشام على موقع Soccerbase.com (لاعب) (الإنجليزية)